# Heidenbrunnertalbach
Der Heidenbrunnertalbach ist ein gut 4 Kilometer langer Bach im Pfälzerwald, der auf dem Gebiet der kreisfreien Stadt Neustadt an der Weinstraße verläuft und ein westlicher und rechter Zufluss des Speyerbachs ist.

## Geographie

### Verlauf
Der Heidenbrunnertalbach entspringt im Naturraum Mittleren Pfälzerwald in einem Mischwald des Neustadter Stadtwalds auf einer Höhe von 360 m ü. NHN am Ostfuß des 502,1 m ü. NHN hohen Überzwerchbergs.
Zunächst fließt er, rechts und links begleitet von zwei Wanderwegen, zwischen dem Berg Kaisergarten im Nordwesten und dem Hohen Berg Haide (519 m ü. NHN) im Südosten in nordöstlicher Richtung durch ein tiefes und bewaldetes Kerbtal. Er schlägt dann einen Bogen nach rechts und zwängt sich danach ostwärts durch das Heidenbrunnertal. Nach etwa einem halben Kilometer wendet er sich nach Nordosten und läuft in einem Bogen nördlich des 512,1 m ü. NHN hohen Hohbergs und südlich des 512,3 m ü. NHN hohen Schauerbergs an zwei Quellen vorbei. 
Der Bach fließt nun wieder ostwärts am Waldarbeiterhaus vorbei, betritt dann den Naturraum Neustädter Gebirgsrand und erreicht gut einen halben Kilometer später das Naturfreundehaus Heidenbrunnertal, an dem er knapp dreißig Meter südlich vorbeifließt. Er wird dort auf seiner rechten Seite vom Abfluss des Weigenandbrunnens gestärkt und bildet gleich danach einen kleinen Teich, an dessen Nordostrand die Karl Weigenand Quelle liegt. Ab dort wird er auf seiner linken Seite vom Heidenbrunnenweg begleitet. Er zieht dann am Nordfuß des Königsbergs entlang, auf dessen 427,3 m ü. NHN hohen Westgipfel sich ein Grabhügelfeld mit etwa 20 Einzelgräbern auf etwa 350 Meter Länge befindet und auf dessen 421 m ü. NHN hohen Ostgipfel sich Reste eines Ringwalles einer keltischen Befestigungsanlage befinden, und wird dabei auf seiner linken Seite vom Abfluss der Stenzelquelle gespeist.
Er fließt nun in Richtung Ostnordosten, erreicht südlich des 501,9 m ü. NHN hohen Stenzelbergs nach knapp einem halben Kilometer den Ostrand von Neustadt an der Weinstraße, wo er sogleich verdolt im Untergrund verschwindet und dann unterhalb der dort Siedlerstraße genannten K 4 läuft. Kurz danach fließt ihm auf seiner rechten Seite das Abflusswasser des Heidenbrunnens zu. 
Der Heidenbrunnertalbach unterquert noch die B 39, die dort auch Talstraße heißt und mündet schließlich aus dem Westen kommend und unterirdisch verrohrt auf einer Höhe von 147 m ü. NHN von rechts in den dort aus dem Nordnordosten heranziehenden mittleren Speyerbach.
Der 4,1 km lange Lauf des Heidenbrunnertalbachs endet ungefähr 213 Höhenmeter unterhalb seiner Quelle, er hat somit ein mittleres Sohlgefälle von etwa 52 ‰.

### Einzugsgebiet
Das 5,533 km² große Einzugsgebiet des Heidenbrunnertalbachs liegt im Pfälzerwald und wird durch ihn über den Speyerbach und den Rhein zur Nordsee entwässert.
Es grenzt
- im Süden an das Einzugsgebiet  des Kaltenbrunnertalbachs, der in den Speyerbach mündet;
- im Südwesten an das des Höllischtalbächleins, das ebenfalls in den Speyerbach mündet und
- ansonsten an das des Speyerbachs direkt.

Es ist fast vollständig bewaldet und die mit 519 m ü. NHN höchste Erhebung ist der Kaisergarten im Nordwesten des Einzugsgebiets.

## Geologie
Das Tal liegt im Unteren Buntsandstein (Schlossbergschichten) des Trias mit roten, lokal auch gebleichten groben bis feinen Sandgesteinen. In den höheren Lagen dominieren Trifelsschichten mit kieseligen, violett- bis hellroten und mittel bis groben Sandgesteinen.

## Natur und Umwelt
Am Bach entlang erstreckt sich ein Biotop mit beidseitig einigermaßen naturnahem, gering beeinträchtigtem Ufergehölz.
Die obere Baumschicht prägen Fichten, Schwarzerlen und Rotbuchen. In der Strauchschicht dominiert der Japanische Staudenknöterich und in der Krautschicht gedeihen die Winkel-Segge, der Breitblättrige Dorn- und der Wald-Frauenfarn.